# ناوشکن کلاس استورجن
ناوشکن کلاس استورجن (به انگلیسی: Sturgeon-class destroyer) یک کلاس از کشتی است.